# Dzielnica Śląska Polskiego Towarzystwa Gimnastycznego „Sokół”

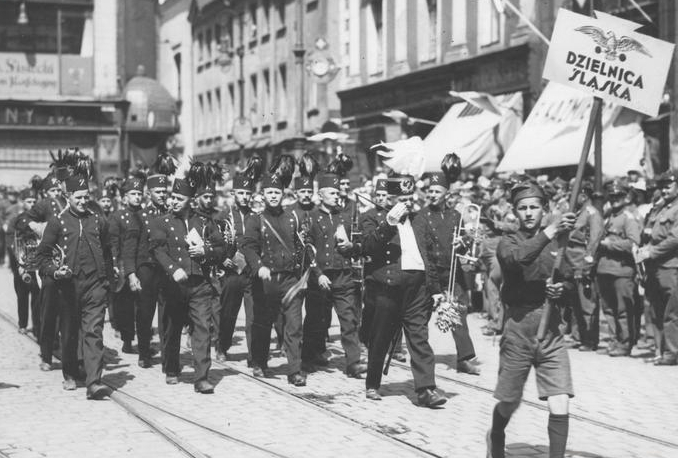
Śląski Sokół na zlocie towarzystwa w Poznaniu w 1934

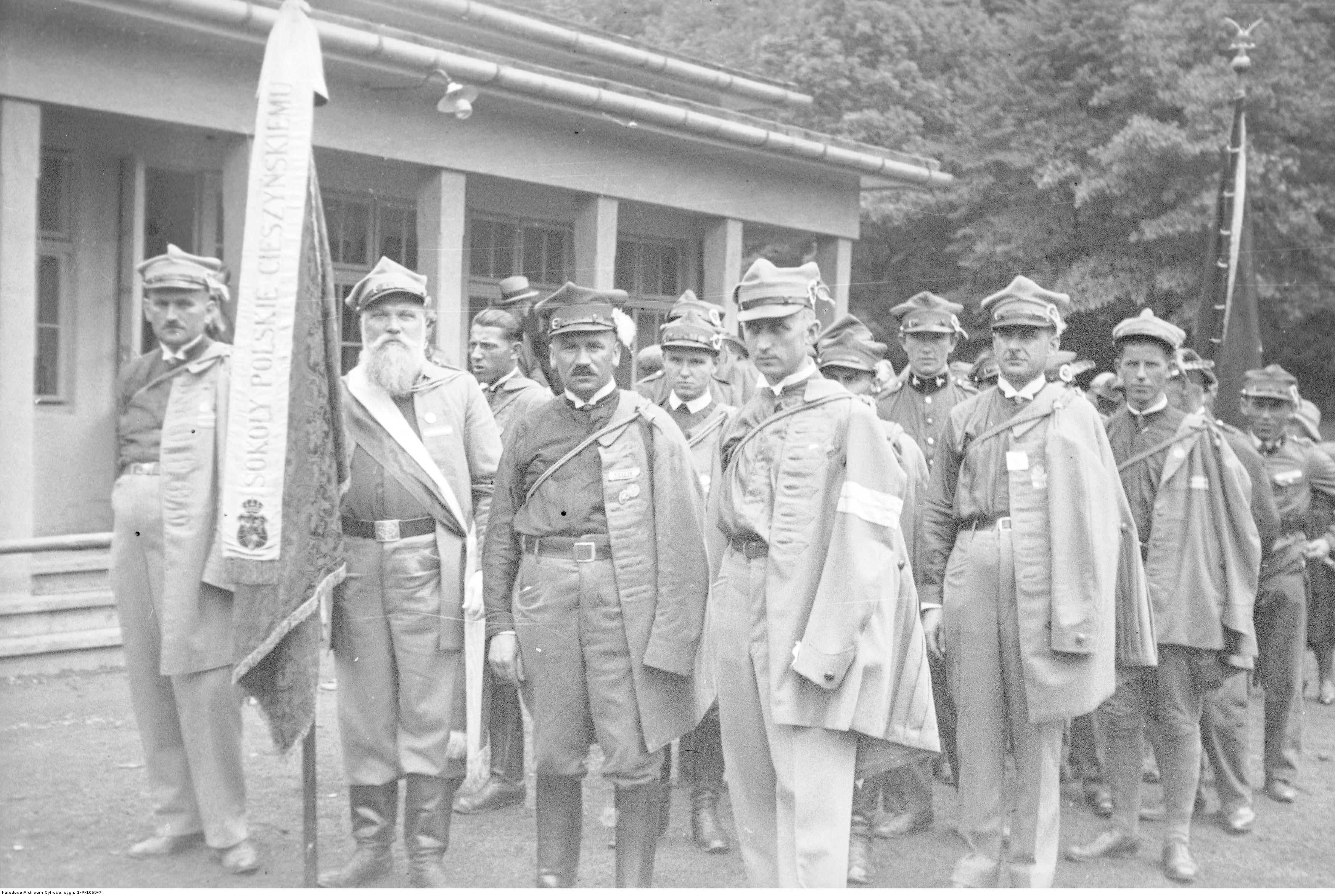
Członkowie pierwszego na Śląsku Towarzystwa Gimnastycznego „Sokół” w Cieszynie ze sztandarem podczas jubileuszu 40-lecia działalności w 1931.

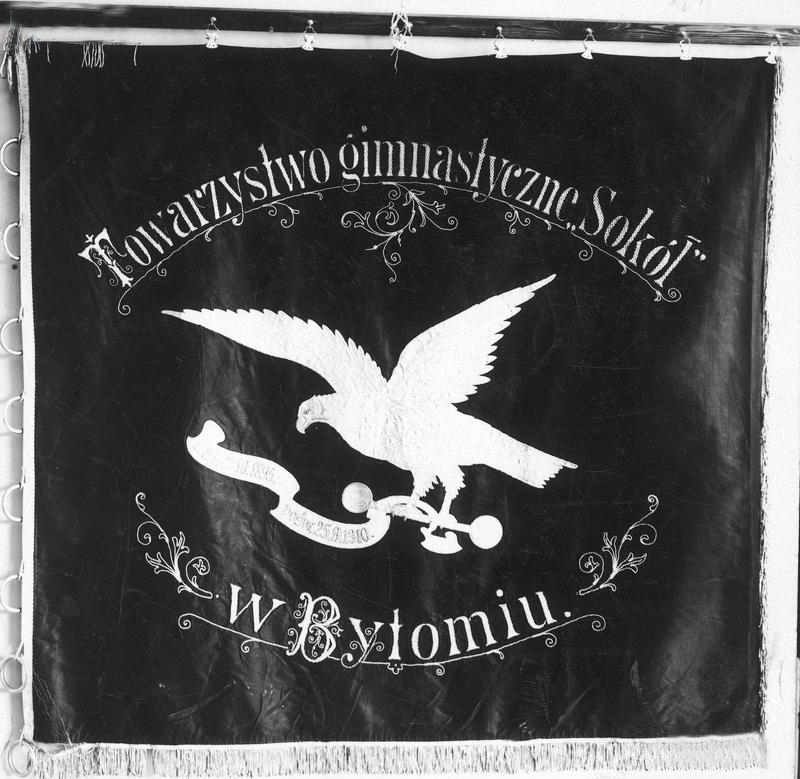
Sztandar pierwszego gniazda Towarzystwa Gimnastycznego „Sokół” na Górnym Śląsku założonego w 1895 roku w Bytomiu

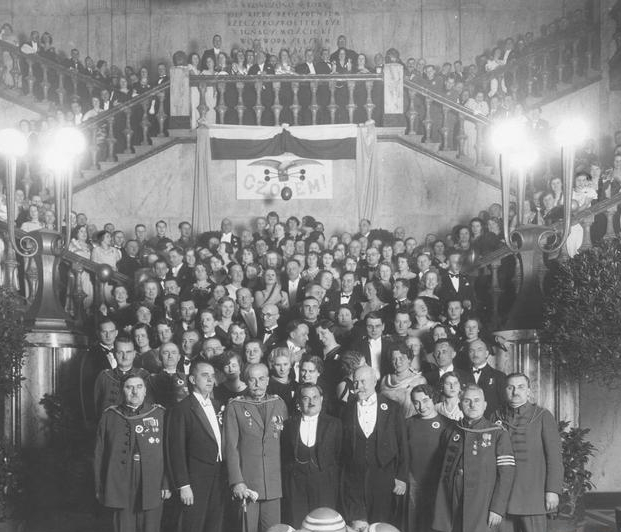
Od lewej prezydent Królewskiej Huty Wincenty Spaltenstein, prezydent Katowic Adam Kocur na fotografii grupowej wraz z członkami Sokoła w holu Sejmu śląskiego w 1934

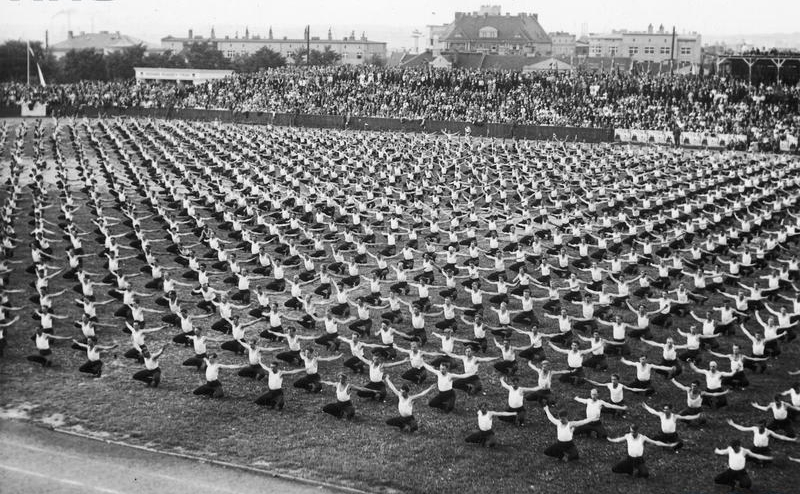
VIII ogólnopolski zlot Towarzystwa Gimnastycznego „Sokół” w Katowicach 1937

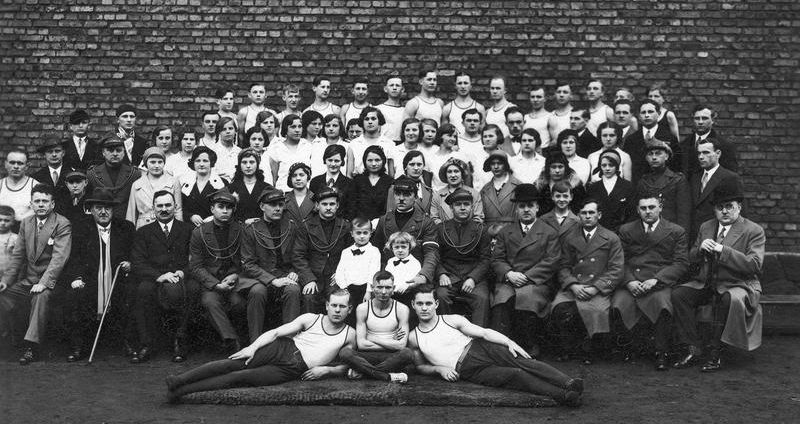
Jedno z lokalnych gniazd Towarzystwa Gimnastycznego „Sokół” Katowice – Katowice-Załęże 1932

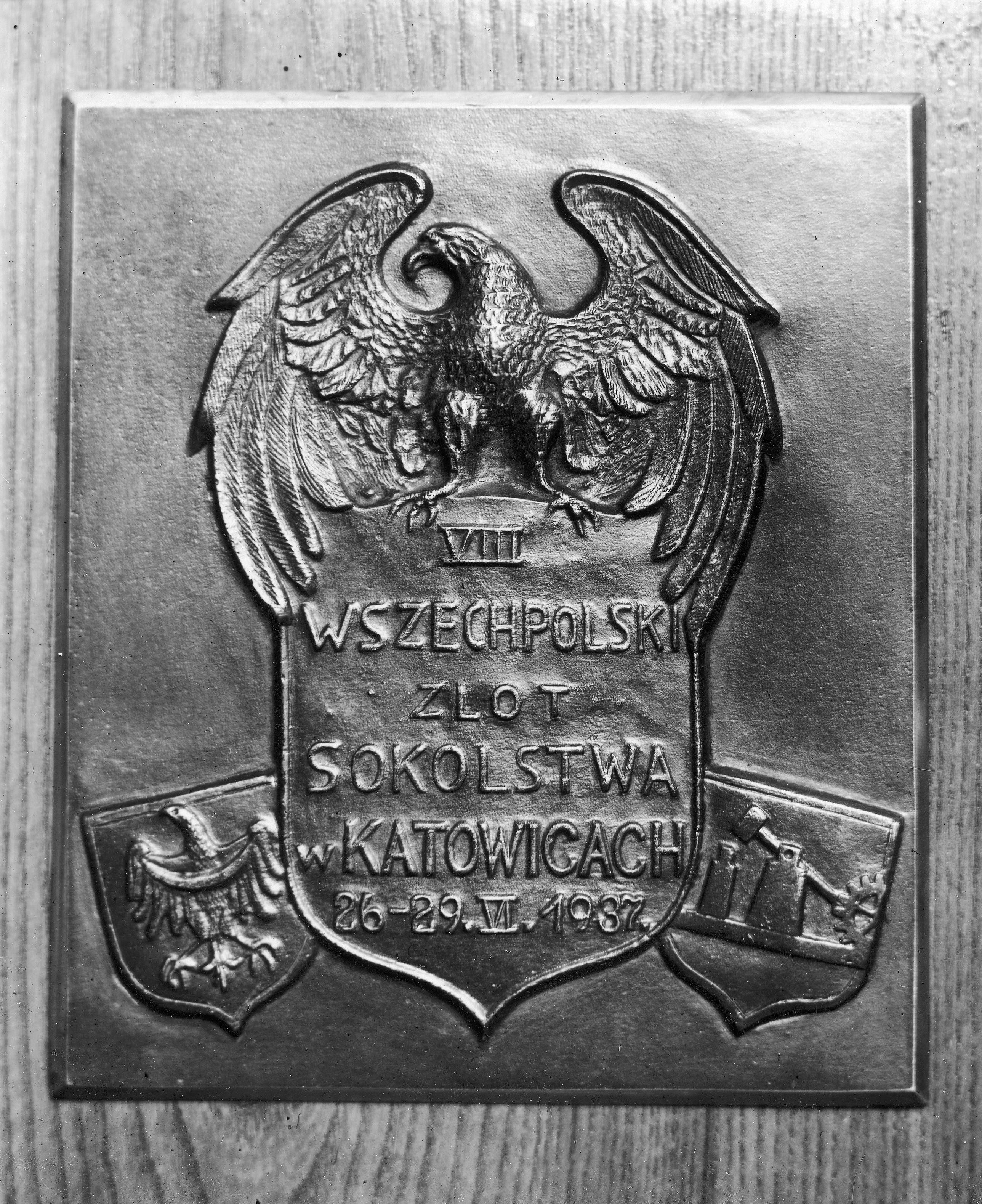
Okolicznościowa plakieta na VIII ogólnopolski zlot Towarzystwa Gimnastycznego „Sokół” w Katowicach w 1937

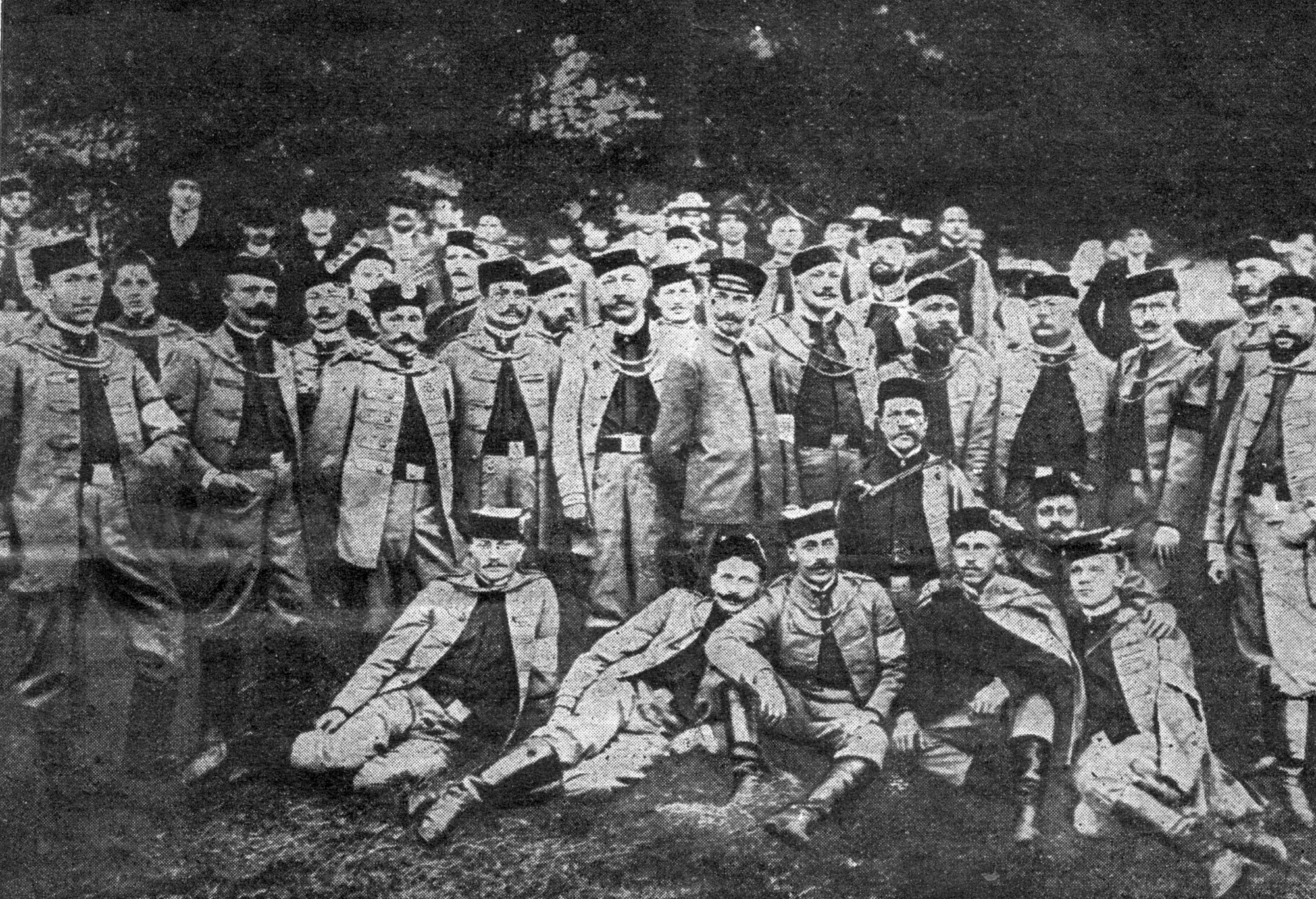
Dziedzice, 10 września 1905, uroczystość otwarcia gniazda Sokoła

Polskie Towarzystwo Gimnastyczne „Sokół” na Śląsku – organizacja propagująca sport, gimnastykę oraz zdrowy styl życia. Utworzona przez Polaków na Górnym Śląsku pod koniec XIX w. W 1920 r. powstała w Dzielnica Śląska podporządkowana organizacyjnie Związkowi Towarzystw Gimnastycznych "Sokół" w Polsce.

## Historia
"Mens sana in corpore sano oto hasło, w imię którego Sokół dąży do rozwoju sił fizycznych; brutalną zaś siłą, używaną w celach przemocy nad słabszym Sokół pogardza.”
„Srebrna księga Sokolstwa Polskiego na Śląsku” 1920

Pierwsze organizacje sokolskie powstawały na terenie Śląska już w XIX wieku. Najwcześniej tworzyli je Polacy ze Śląska Cieszyńskiego, który znajdował się w granicach Austro-Węgier. Pierwsze śląskie gniazdo Polskiego Towarzystwa Gimnastycznego „Sokół” utworzone zostało w 1891 roku w Cieszynie. Towarzystwo Gimnastyczne „Sokół” w Cieszynie było trzecim z kolei założonym w południowo-zachodniej części Polski; 6. lat po TG Sokół w Krakowie oraz 4. po Sokole wadowickim. Pierwszym prezesem koła był lokalny działacz społeczny Jan Michejda. Początkowo koło podlegało I krakowskiej dzielnicy Sokoła zanim po reorganizacji w 1924 roku nie znalazło się w dzielnicy śląskiej.
Pierwsze dolnośląskie gniazdo „Sokoła” powstało 21 lipca 1894 roku na we Wrocławiu. Prezesem zarządu Towarzystwa Gimnastycznego „Sokół” we Wrocławiu był Marian Hubiński. W szczytowym momencie wrocławska organizacja zrzeszała około 70 członków. Pierwsze górnośląskie gniazdo „Sokoła” liczące 20 członków założył natomiast 13 października 1895 roku w Bytomiu robotnik Józef Tucholski. Jego prezesem był późniejszy poseł do parlamentu w Berlinie Paweł Dombek. Już w 1896 roku 20 górnośląskich „Sokołów” oraz 30 wrocławskich z Dolnego Śląska wzięło udział w pierwszym tzw. wszechsokolskim zlocie w Krakowie, na który przyjechały wszystkie aktywne polskie organizacje sokolskie. Organizacje sokolskie na Śląsku od początku stały się obiektem prześladowań niemieckiej policji. Katowiccy druhowie, którzy we wrześniu 1896 na zaproszenie kolegów udali się do Bytomia zostali aresztowani oraz wytoczono im proces sądowy ponieważ jadący z nimi w pociągu niemieccy pasażerowie poczuli się urażeni ich organizacyjnym strojem.
25 listopada 1901 r. powstało TG Sokół w Chorzowie gniazdo organizacji w mieście Chorzów. Było ono szóstym z kolei na Górnym Śląsku. Jego pierwszym prezesem był Tytus Jaszkowski, a Jan Wieczorek. pierwszym naczelnikiem. 22 grudnia 1901 r. założono gniazdo w Lipinach (F. Kowol – pierwszy prezes, I. Wilczek – pierwszy naczelnik). Następnymi górnośląskimi gniazdami były założone w Mysłowicach (2 sierpnia 1903) i Zabrzu (11 stycznia 1904). Dziesiątym gniazdem na Górnym Śląsku było utworzone 14 lutego 1904 r. w Gliwicach. Jego pierwszym prezesem był Konstanty Wolny, a pierwszym naczelnikiem Marian Kopliński.
Kolejne gniazda powstały w 1904 roku w Koźlu oraz Strzelcach. 15 marca 1896 powstało gniazdo sokolskie w Katowicach, 11 czerwca 1911 w Opolu, w 1912 w Tychach, w 1914 w Raciborzu. Do wybuchu I wojny światowej powstało ich na Śląsku 23, a w 1919 działało ich już 59. Po zakończeniu wojny wstępowali do nich Górnoślązacy zdemobilizowani z armii niemieckiej.
W 1929 roku TG Sokół na Śląsku grupowało 108 gniazd sokolich z ogólną sumą 6329 członków.
W odróżnieniu do innych dzielnic „Sokoła” utworzonych na terenie Galicji, Wielkopolski czy Pomorza na Śląsku składał się on w większości z robotników, rzemieślników i rolników. Pod względem politycznym natomiast przeważały w nim sympatie endeckie.
W dniach 26-29 czerwca 1937 roku w Katowicach odbył się VIII Zlot Związku Towarzystw Gimnastycznych „Sokół” w Polsce, w którym wzięło udział około 40 tysięcy członków organizacji z Polski i z zagranicy..
W okresie powojennym organizacja nie została reaktywowana ponieważ zarówno jej członkowie, jak również idea towarzystwa była prześladowana przez władze komunistyczne Polskiej Rzeczypospolitej Ludowej.

## Działalność wydawnicza
W latach 1920 -1921 Towarzystwo Gimnastyczne „Sokół” w Bytomiu wydawało w tym mieście własne pismo „Orędzie Sokole”, którego redaktorem naczelnym był Augustyn Świder. Pełnił on również funkcję redaktora wydania „Srebrnej księgi sokolstwa polskiego na Śląsku” opisującej historię oraz organizację Śląskiej Dzielnicy Polskiego Towarzystwa Gimnastycznego „Sokół”, która również wydana została w Bytomiu w 1920 roku.
W latach 1931–1939 towarzystwo Sokół wydawało w Katowicach pod redakcją Albina Kaczura własny miesięcznik pt. „Sokół na Śląsku” czasopismo dla członków Związku Sokołów Polskich dzielnicy śląskiej, które wychodziło w nakładzie 3000 – 3500 egzemplarzy.
Poszczególne regionalne oddziały Sokoła śląskiego wydawały w okresie międzywojennym swoje własne publikacje opisujące działalność oraz historię. Najczęściej wychodziły one pod nazwą t.zw. "jednodniówek". W 1936 roku zarząd dzielnicy śląskiej wystosował apel do regionalnych kół Sokoła działających na Śląsku o przysyłanie do centrali relacji członków na temat działalności kół. Na ich podstawie TG Sokół w Katowicach opublikował w 1937 roku zbiorczą książkę dotyczącą historii śląskiego Sokoła pt. "Dzieje Dzielnicy Śląskiej "Sokoła" .

## Organizacja
Organizacja składała się z kierownictwa dzielnicy oraz 16 okręgów złożonych z tzw. „gniazd” znajdujących się w poszczególnych miejscowościach. 31 grudnia 1920 roku dzielnica śląska Sokoła zrzeszała około 20 tysięcy osób rozlokowanych w 265 gniazdach znajdujących się na całym obszarze Górnego Śląska i przedstawiała się następująco:

### Okręg I
- Okręg bytomski towarzystwa pod kierownictwem Józefa Kałdonka. Podlegało mu 18 lokalnych gniazd, w skład których wchodziło w sumie 2077 członków.

| Lp. | Gniazdo         | Data założenia         | Liczba członków |
| --- | --------------- | ---------------------- | --------------- |
| 1   | Bytom           | 25 września 1895       | 205             |
| 2   | Bobrek          | 15 marca 1919          | 80              |
| 3   | Szarlej         | 23 lutego 1919         | 265             |
| 4   | Karb            | 16 lutego 1919         | 53              |
| 5   | Szombierki      | 10 lutego 1919         | 66              |
| 6   | Łagiewniki      | 14 marca 1919          | 154             |
| 7   | Godula          | 5 maja 1919            | 92              |
| 8   | Brzozowice      | 1 listopada 1918       | 104             |
| 9   | Brzeziny        | 27 listopada 1912      | 95              |
| 10  | Kamień          | 23 marca 1919          | 67              |
| 11  | Wielka Dąbrówka | 20 lipca 1919          | 184             |
| 12  | Orzegów         | 23 listopada 1913      | 130             |
| 13  | Piekary         | 16 maja 1905           | 140             |
| 14  | Nowy Bytom      | 6 kwietnia 1919        | 168             |
| 15  | Mała Dąbrówka   | 25 stycznia 1920       | 55              |
| 16  | Miechowice      | 20 stycznia 1920       | 93              |
| 17  | Rokitnica       | 9 lutego 1919          | 76              |
| 18  | Maciejkowice    | 7 marca 1920           | 50              |
|     |                 | Liczba członków ogółem | 2077            |

### Okręg II
- Okręg katowicki towarzystwa pod kierownictwem Józefa Smołczyka. Podlegało mu 12 lokalnych gniazd, w skład których wchodziło w sumie 1347 członków.

| Lp. | Gniazdo         | Data założenia         | Liczba członków |
| --- | --------------- | ---------------------- | --------------- |
| 1   | Katowice        | 15 marca 1896          | 120             |
| 2   | Załęże          | 15 kwietnia 1911       | 125             |
| 3   | Bogucice        | 15 czerwca 1911        | 142             |
| 4   | Siemianowice    | 5 kwietnia 1914        | 119             |
| 5   | Ligota          | 7 marca 1920           | 100             |
| 6   | Mała Dąbrówka   | 12 stycznia 1919       | 156             |
| 7   | Michałkowice    | 22 lutego 1920         | 157             |
| 8   | Bytków          | 5 kwietnia 1920        | 60              |
| 9   | Dąb-Józefowiec  | 12 lutego 1912         | 113             |
| 10  | Katowicka Hałda | 13 stycznia 1919       | 117             |
| 11  | Załęska Hałda   | 29 stycznia 1920       | 80              |
| 12  | Przełajka       | 13 maja 1920           | 64              |
|     |                 | Liczba członków ogółem | 1347            |

### Okręg VII
- Okręg pszczyński/mikołowski pod kierownictwem Józefa Wesołego. Podlegało mu 21 lokalnych gniazd (razem z tyskim), w których skład wchodziło w sumie 1090 członków (nie licząc Tychów).

| Lp. | Gniazdo                                        | Data założenia                             | Liczba członków              |
| --- | ---------------------------------------------- | ------------------------------------------ | ---------------------------- |
| 1   | Tychy (od 1921, wcześniej w okręgu katowickim) | 1912 (nielegalne), grudzień 1918 (legalne) |                              |
| 2   | Czułów                                         | 27 czerwca 1920                            | 34                           |
| 3   | Kamionka                                       | 4 lipca 1920                               | 30                           |
| 4   | Kostuchna                                      | 1 maja 1920                                | 114                          |
| 5   | Łaziska Górne                                  | 14 lipca 1920                              | 59                           |
| 6   | Łaziska Średnie                                | 19 września 1920                           | 88                           |
| 7   | Mikołów                                        | 29 marca 1919                              | 30                           |
| 8   | Piotrowice                                     | 15 maja 1920                               | 30                           |
| 9   | Podlesie                                       | 1 czerwca 1920                             | 51                           |
| 10  | Urbanowice                                     | 11 kwietnia 1920                           | 69                           |
| 11  | Wartogłowiec                                   | 1 sierpnia 1920                            | 40                           |
| 12  | Wyry                                           | 18 stycznia 1919                           | 50                           |
| 13  | Ćwiklice                                       | 1 sierpnia 1920                            | 40                           |
| 14  | Goczałkowice                                   | 27 maja 1920                               | 59                           |
| 15  | Góra                                           | 14 sierpnia 1920                           | 58                           |
| 16  | Jankowice                                      | 29 sierpnia 1920                           | 46                           |
| 17  | Kobiór                                         | 1 sierpnia 1920                            | 80                           |
| 18  | Łąka                                           | 5 sierpnia 1920                            | 80                           |
| 19  | Miedźna                                        | 31 lipca 1920                              | 39                           |
| 20  | Międzyrzecze                                   | 31 lipca 1920                              | 44                           |
| 21  | Pszczyna                                       | 23 czerwca 1920                            | 69                           |
|     |                                                | Liczba członków ogółem                     | 1090 (bez gniazda w Tychach) |

| Lp. | Gniazdo         | Data założenia                             | Liczba członków |
| --- | --------------- | ------------------------------------------ | --------------- |
| 1   | Czułów          | 27 czerwca 1920                            |                 |
| 2   | Kamionka        | 4 lipca 1920                               |                 |
| 3   | Kostuchna       | 1 maja 1920                                |                 |
| 4   | Mikołów         | 29 marca 1919                              |                 |
| 5   | Łaziska Średnie | 19 września 1920                           |                 |
| 6   | Piotrowice      | 15 maja 1920                               |                 |
| 7   | Podlesie        | 1 czerwca 1920                             |                 |
| 8   | Tychy           | 1912 (nielegalne), grudzień 1918 (legalne) |                 |
| 9   | Wyry            | 18 stycznia 1919                           |                 |
|     |                 | Liczba członków ogółem                     | 324             |

### Okręg VIII
- Okręgowi rybnickiemu towarzystwa „Sokół” pod kierownictwem Freda Nowaka podlegało 15 lokalnych gniazd, w skład których wchodziło w sumie 666 członków.

| Lp. | Gniazdo         | Data założenia         | Liczba członków |
| --- | --------------- | ---------------------- | --------------- |
| 1   | Rybnik          | 21 grudnia 1919        | 65              |
| 2   | Czerwionka      | 8 grudnia 1919         | 70              |
| 3   | Niedobczyce     | 25 stycznia 1920       | 42              |
| 4   | Rydułtowy       | 25 marca 1920          | 101             |
| 5   | Jejkowice       | 28 marca 1920          | 36              |
| 6   | Żory            | 28 marca 1920          | 39              |
| 7   | Chwałowice      | 19 maja 1920           | 42              |
| 8   | Boguszowice     | 16 maja 1920           | 12              |
| 9   | Paruszowice     | 15 maja 1920           | 23              |
| 10  | Świerklany      | 30 maja 1920           | 19              |
| 11  | Górny Niewiadom | 13 czerwca 1920        | 26              |
| 12  | Knurów          | 19 marca 1919          | 50              |
| 13  | Czernica        | 23 maja 1920           | 56              |
| 14  | Michałkowice    | 17 sierpnia 1920       | 35              |
| 15  | Radziejów       | 4 lipca 1920           | 50              |
|     |                 | Liczba członków ogółem | 666             |

### Okręg IX
Okręg wodzisławski utworzono z części okręgu rybnickiego w 1920 r. Kierownikiem był Józef Michalski
| Lp. | Miejscowość   | Gniazdo | Data założenia         | Liczba członków |
| --- | ------------- | ------- | ---------------------- | --------------- |
| 1   | Wodzisław     |         |                        |                 |
| 2   | Biertułtowy   |         |                        |                 |
| 3   | Gołkowice     |         |                        |                 |
| 4   | Radlin        |         |                        |                 |
| 5   | Czyżowice     |         |                        |                 |
| 6   | Kopalnia Emma |         |                        |                 |
| 7   | Godów         |         |                        |                 |
| 8   | Marklowice    |         |                        |                 |
| 9   | Moszczenica   |         |                        |                 |
| 10  | Mszana        |         |                        |                 |
| 11  | Pszów         |         |                        |                 |
| 12  | Skrzyszów     |         |                        |                 |
| 13  | Łaziska       |         |                        |                 |
|     |               |         | Liczba członków ogółem | 579             |

### Okręg X
| Lp. | Miejscowość  | Gniazdo                | Data założenia         | Liczba członków |
| --- | ------------ | ---------------------- | ---------------------- | --------------- |
| 1   | Bielsko      |                        |                        |                 |
| 2   | Chybie       |                        |                        |                 |
| 3   | Cieszyn      | TG Sokół w Cieszynie   | 24 października 1891   |                 |
| 4   | Dziedzice    | TG Sokół w Dziedzicach | czerwiec 1905          |                 |
| 5   | Goczałkowice |                        | 27 maja 1920           |                 |
| 6   | Jasienica    |                        |                        |                 |
| 7   | Kaczyce      |                        |                        |                 |
| 8   | Łąka         |                        | 5 sierpnia 1920        |                 |
| 9   | Pszczyna     | TG Sokół w Pszczynie   | 23 czerwca 1920        |                 |
| 10  | Skoczów      |                        |                        |                 |
| 11  | Strumień     |                        |                        |                 |
| 12  | Ustroń       |                        |                        |                 |
| 13  | Wisła Wielka |                        |                        |                 |
| 14  | Zabrzeg      |                        |                        |                 |
| 15  | Zarzecze     |                        |                        |                 |
| 16  | Zebrzydowice |                        |                        |                 |
|     |              |                        | Liczba członków ogółem | 1246            |